# Giuseppe Amorós Hernández
Giuseppe Amorós Hernández C.M.F., in spagnolo José Amorós Hernández (La Pobla Llarga, 14 gennaio 1913 – Barbastro, 15 agosto 1936), è stato un religioso spagnolo, martirizzato a Barbastro durante la Guerra civile spagnola e venerato come beato dalla Chiesa cattolica.

## Biografia
Nacque a La Pobla Llarga nella comunità Valenciana il 14 gennaio 1913. I suoi genitori ebbero quattro figli, tra i quali una sorella di Giuseppe vestirà l'abito religioso e morì in giovane età. La famiglia dovette trasferirsi a Xàtiva, dove il padre trovò impiego nelle ferrovie, era macchinista e morì poco dopo per un incidente sul lavoro.
Giuseppe frequentò con profitto la scuola claretiana di sant'Agostino, era portato per la musica e a 12 anni entrò nel postulantato claretiano. Trascorse due anni ad Alagón, e due anni a Cervera. Emise i voti a Vic, il 15 agosto 1930, quindi tornò a Solsona per studiare filosofia.
Il 1 luglio 1936 arrivò a Barbastro. Era consapevole della grave situazione che si stava delineando e scrivendo ai familiari cercava di rincuorarli. Questi gli fecero avere la tessera di viaggio gratuita per tornare a casa, ma egli rispose che sarebbe rimasto in seminario.
Allo scoppio della guerra civile, il seminario venne assaltato e perquisito dalle milizie anarchiche per cercare delle armi. Insieme agli altri seminaristi Giuseppe venne arrestato e rinchiuso nel salone degli Scolopi.
Firmò la lettera di offerta alla Congregazione con queste parole:
(Giuseppe Amorós Hernández, Firma sulla lettera di offerta alla Congregazione)
Alla vigilia della morte lasciò scritto queste parole:

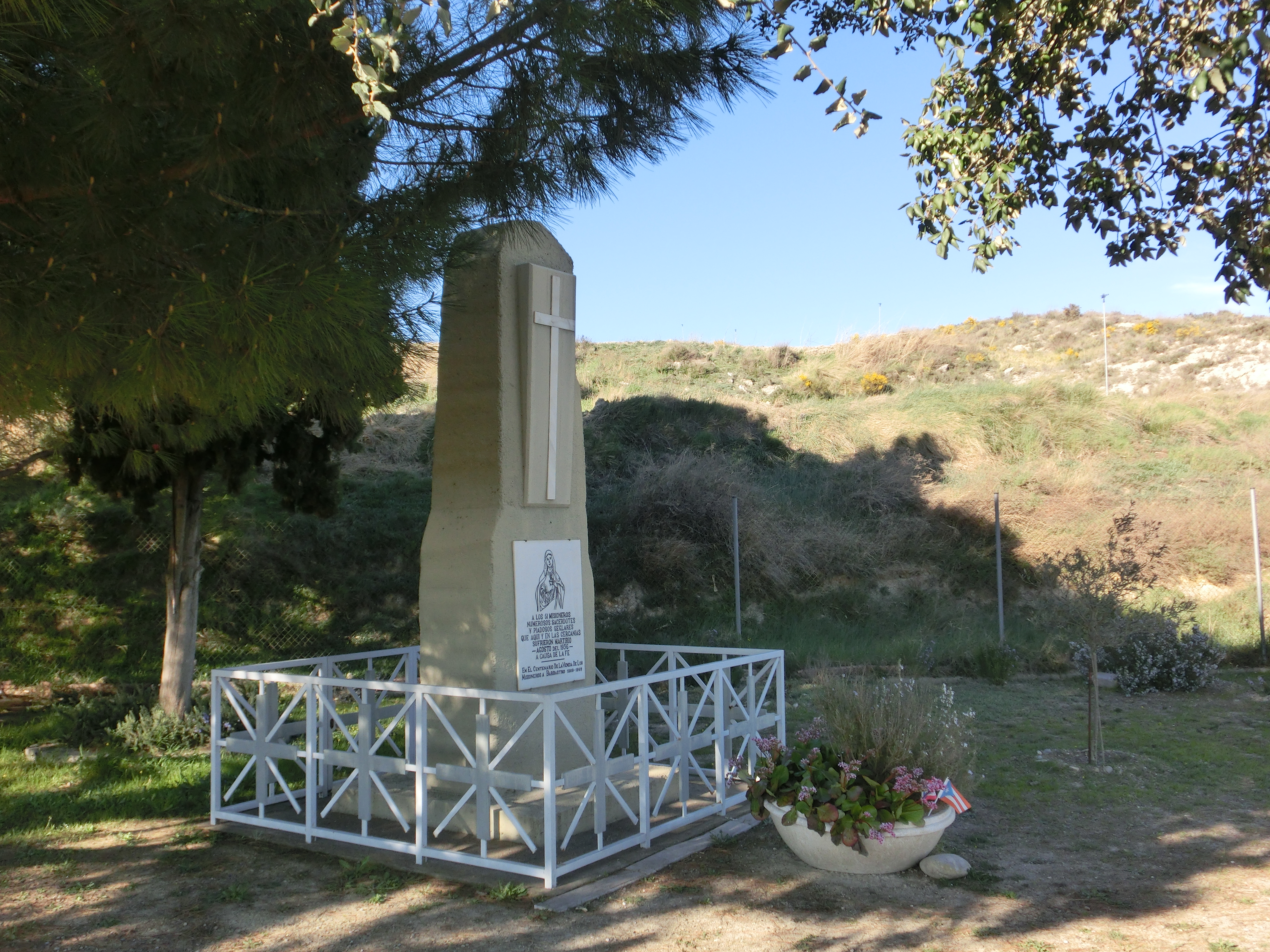
Monumento funebre nel luogo della fucilazione

Insieme a 19 suoi confratelli, Giuseppe Amorós Hernández è stato fucilato nelle prime ore del 15 agosto 1936 sul ciglio di una strada fuori città. I loro corpi sono stati gettati in una fossa comune nel cimitero di Barbastro, ricoperti di calce e di terra. Fece parte dell'ultimo gruppo di claretiani di Barbastro che subirono il martirio.
Nel 2013 è uscito un film sulla vicenda intitolato Un Dio vietato per la regia di Pablo Moreno.

## Culto

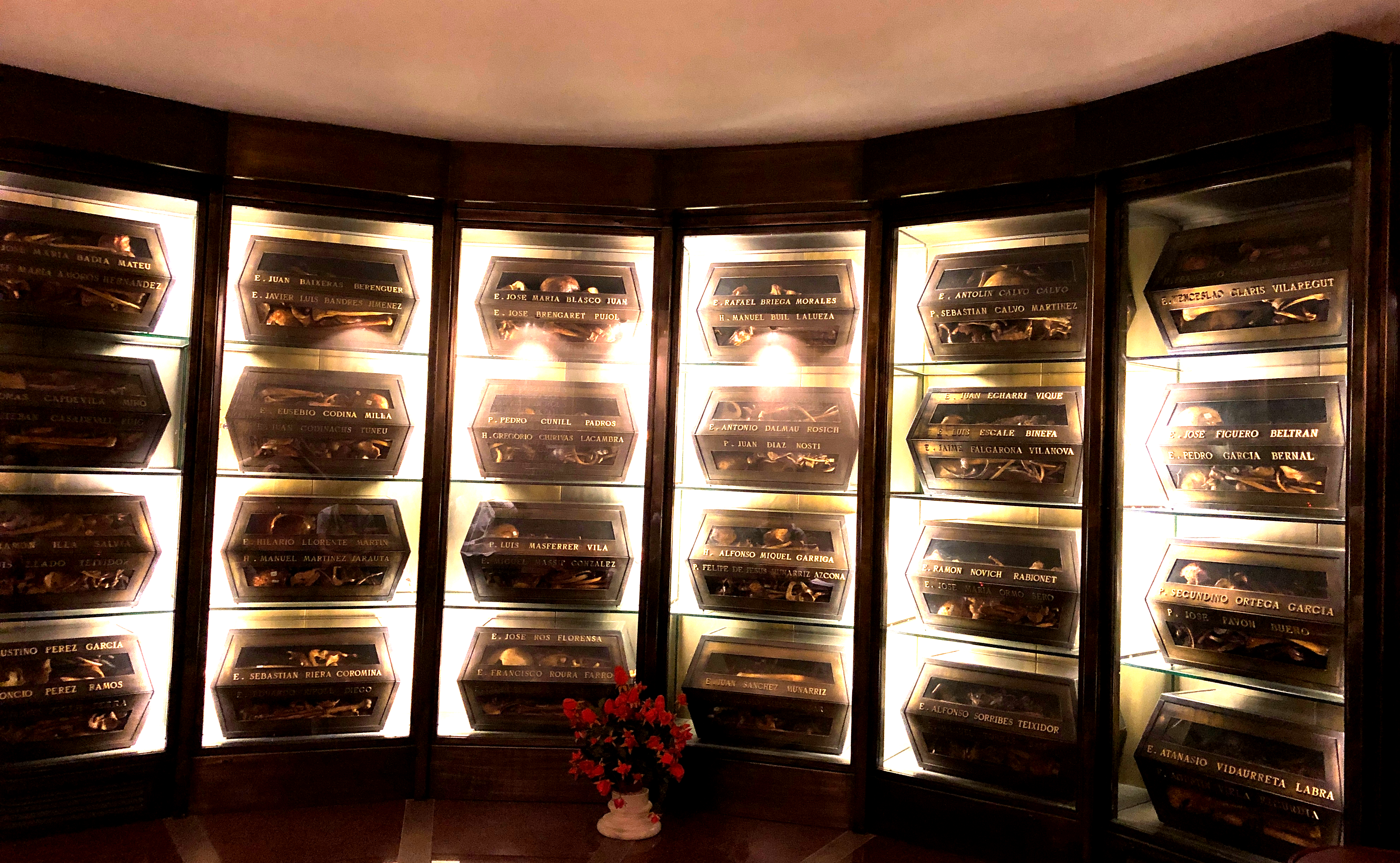
Cripta ubicata sotto all'altare della chiesa annessa al museo dei martiri Claretiani di Barbastro

Dopo la guerra i resti dei martiri furono riesumati dalle fosse comune e, grazie a delle medagliette metalliche cucite sulle loro tonache, è stato possibile risalire ai nomi delle singole persone. I resti sono composti in teche e si possono oggi venerare nella cripta della chiesa annessa al museo.
Il 20 maggio 1947 nella diocesi di Barbastro si aprì il processo informativo circa il martirio che si chiuse il 23 settembre 1949. L’8 febbraio 1961, invece, fu promulgato il Decreto sugli scritti. La dichiarazione di validità del processo, con Decreto del 9 febbraio 1990, portò alla trasmissione della “Positio super martyrio” alla Congregazione delle Cause dei Santi nello stesso anno.
A seguito della riunione della commissione teologica che si tenne il 4 febbraio 1992 e di quella dei cardinali e vescovi della Congregazione si arrivò, il 7 marzo 1992, alla promulgazione del Decreto sul martirio. La beatificazione avvenne a Roma, ad opera di Giovanni Paolo II, il 25 ottobre 1992. 
La Chiesa cattolica lo ricorda il 15 agosto.